# バートウ郡 (ジョージア州)
バートウ郡（英: Bartow County）は、アメリカ合衆国ジョージア州にある郡である。人口は10万8901人（2020年）。郡庁所在地はカーターズビルであり、同郡で人口最大の都市である。
バートウ郡はアトランタ都市圏（正確にはアトランタ・サンディスプリングス・マリエッタ大都市統計地域）に属している。郡政府は単一コミッショナー方式を採用しており、この方式を採用する郡としては最大である。

## 歴史
バートウ郡は1832年12月3日に、チェロキー郡の中の元はチェロキー族インディアンの領土だった所に設立された。当初の郡名はルイス・カス将軍（1782年-1866年）に因んで「カス郡」と名付けられた。カスは、アンドリュー・ジャクソン大統領の政権で陸軍長官、ジェームズ・ブキャナン大統領の政権で駐フランス大使と国務長官を務めた。1681年12月6日、郡名はアメリカ連合国の政治指導者フランシス・S・バートウに因んで「バートウ郡」と改名された。当初の郡庁所在地はカスビルだったが、郡庁舎が焼け、ウィリアム・シャーマン軍が郡庁所在地を占領した後、カーターズビルに移され、現在に至っている。
バートウ郡は南北戦争の影響が大きく、経済的に数十年間停滞した。1864年5月18日と19日、北軍ジョージ・ヘンリー・トーマス将軍がカンバーランド軍を率いて、南軍ウィリアム・J・ハーディ将軍のテネシー軍軍団を追い、また北軍ジェイムズ・マクファーソン将軍がテネシー軍を率いて西にハーディ軍の側面を衝くべく動いた。この巨大な軍隊は破壊的であり、また食料を求めていた。部隊によっては統制が取れず、家屋を襲って乏しい物資を奪った。
戦中に資産が破壊され、郡出身兵士の3分の1が戦死したことで、多くの者にとって経済的にも社会的にも大惨事となった。
奴隷は自由を得て、共和党を通じて短期間だがその参政権を行使した。1870年、黒人家族12軒のうちの1軒が自分の土地を所有した。黒人の3分の1以上が白人の家産で生活し、家僕や労働者となった。解放奴隷の大多数が日雇い労働者が農園労働者であり、ごく少数が鍛冶屋、車輪修理工、鉄工屋など技能職に就いた。
1870年代後半まで誰もが困難な時代を過ごした。黒人はジム・クロウ法によって第2級の市民に落とされていった。

## 政治
バートウ郡は1960年代以来共和党の強い地盤である。2008年アメリカ合衆国大統領選挙では、ジョン・マケインが郡投票総数の72.1%を得た。バラク・オバマは26.8%を得たに留まり、バートウ郡は州内で最も民主党が弱い郡となっている。

## 地理
アメリカ合衆国国勢調査局に拠れば、郡域全面積は470.11平方マイル (1,217.6 km2)であり、このうち陸地459.43平方マイル (1,189.9 km2)、水域は10.69平方マイル (27.7 km2)で水域率は2.27%である。

### 主要高規格道路

#### 州間高速道路
- 州間高速道路75号線

#### アメリカ国道
- アメリカ国道41号線
- アメリカ国道411号線

#### ジョージア州道
- ジョージア州道3号線
- ジョージア州道20号線
- ジョージア州道20号線支線
- ジョージア州道61号線
- ジョージア州道113号線
- ジョージア州道140号線
- ジョージア州道293号線
- ジョージア州道293号線接続路
- ジョージア州道401号線

### 隣接する郡
- ゴードン郡 - 北
- ピケンズ郡 - 北東
- チェロキー郡 - 東
- コブ郡 - 南東
- ポールディング郡 - 南
- ポーク郡 - 南西
- フロイド郡 - 西

## 人口動態
以下は2000年国勢調査による人口統計データである。
| 基礎データ - 人口: 76,019人 - 世帯数: 27,176 世帯 - 家族数: 21,034 家族 - 人口密度: 64人/km2（166人/mi2） - 住居数: 28,751軒 - 住居密度: 24軒/km2（63軒/mi2） 人種別人口構成 - 白人: 87.79% - アフリカン・アメリカン: 8.68% - ネイティブ・アメリカン: 0.28% - アジア人: 0.51% - 太平洋諸島系: 0.03% - その他の人種: 1.62% - 混血: 1.10% - ヒスパニック・ラテン系: 3.32% 年齢別人口構成 - 18歳未満: 27.9% - 18-24歳: 8.3% - 25-44歳: 33.0% - 45-64歳: 21.4% - 65歳以上: 9.4% - 年齢の中央値: 34歳 - 性比（女性100人あたり男性の人口） - 総人口: 97.7 - 18歳以上: 94.9 | 世帯と家族（対世帯数） - 18歳未満の子供がいる: 38.2% - 結婚・同居している夫婦: 61.9% - 未婚・離婚・死別女性が世帯主: 11.1% - 非家族世帯: 22.6% - 単身世帯: 18.7% - 65歳以上の老人1人暮らし: 6.7% - 平均構成人数 - 世帯: 2.76人 - 家族: 3.14人 収入と家計 - 収入の中央値 - 世帯: 43,660米ドル - 家族: 49,198米ドル - 性別 - 男性: 35,136米ドル - 女性: 24,906米ドル - 人口1人あたり収入: 18,989米ドル - 貧困線以下 - 対人口: 8.6% - 対家族数: 6.6% - 18歳未満: 9.6% - 65歳以上: 12.2% |

## 都市と町
- アデアズビル
- カーターズビル - 郡庁所在地
- エマーソン
- ユーハーリー
- キングストン
- ライダル
- テイラーズビル
- ホワイト

### 未編入の町
- アトコ
- カスビル
- ローランドスプリングス
- スティルズボロ

### 博物館
- バートウ歴史博物館[6]、1987年開設、カーターズビル市中心街の旧郡庁舎（1869年建設）にある。この地域にチェロキー族インディアンが住んでいた19世紀初期からのバートウ郡開拓と開発に焦点をあてた、加工品、写真、文書を常設展示している。初期ヨーロッパ人開拓者の生活、鉄鉱石とボーキサイトの鉱業、南北戦争での闘争、戦後の回復、世界恐慌時代、初期の繊維産業と著名人物が、常設展示場での対話的な展示で表されている。さらに幅広い教育、講義や会員参加行事がある。

- ブース・ウェスタン美術館[7]、スミソニアン博物館の支所、カーターズビルにある広さ12万平方フィート (11,000 m2) の美術館。西部開拓時代の工芸品、大統領の肖像画や手紙、南北戦争時の美術、200以上のインディアン工芸品、政治ブラッシュ牧場子供のギャラリーを通じて、来館者はアメリカの物語が見られる。2003年8月に開館され、州内では2番目に大きな美術館であり、国内でも最大の西部に関する常設展示場がある。

- テラス科学博物館[8]、スミソニアン博物館の支所、カーターズビル、州間高速道路75号線第293出口近くにある広さ12万平方フィート (11,000 m2) の世界的博物館。ウェインマン・ミネラル・ギャラリー、フォッシル・ギャラリー、動く科学、コリンズ家マイ・ビッグ・バッグヤードの4つのギャラリーがある。120席のデジタル・プラネタリウムや最新式20インチ (50 cm) 望遠鏡のある天文台もある。

- ユーハーリー歴史博物館[9]、カーターズビル中心街から西に約9マイル (14 km)、ユーハーリーのユーハーリー屋根付き橋に隣接してある。1997年に開館され、ユーハーリー歴史協会とユーハーリー市が共同運営している。

- アデアズビル鉄道駅蒸気の時代博物館[10]、アデアズビル歴史的公共広場に、1847年建設の鉄道駅を移築し、地元運営の案内所もある。南北戦争、シェニール織りブーム、鉄道の歴史、初期農業用具、武器など、150年間の地域の生活をカバーする工芸品や写真が展示されている。

## レクリエーション
- バートウ郡・ジョージア・ハイキングトレイル[11]